# Horst Schlossar

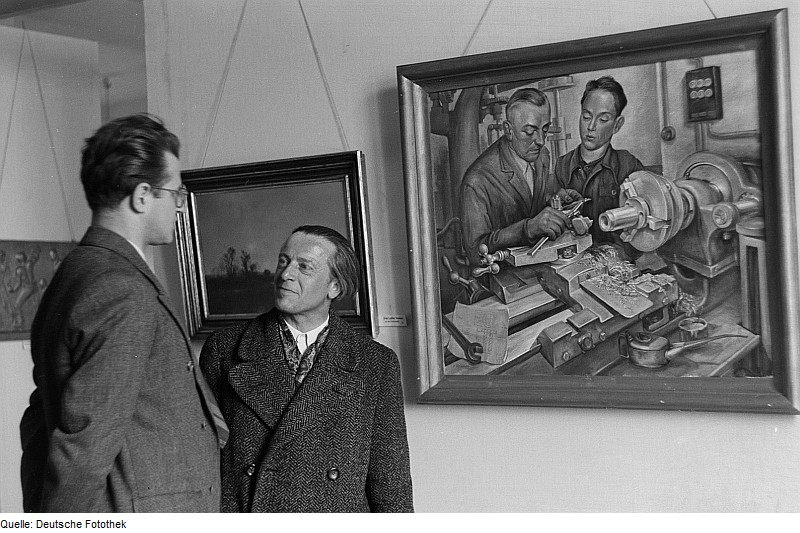
Kurt Horst Schlossar (rechts, 1950)
Foto: Roger und Renate Rössing

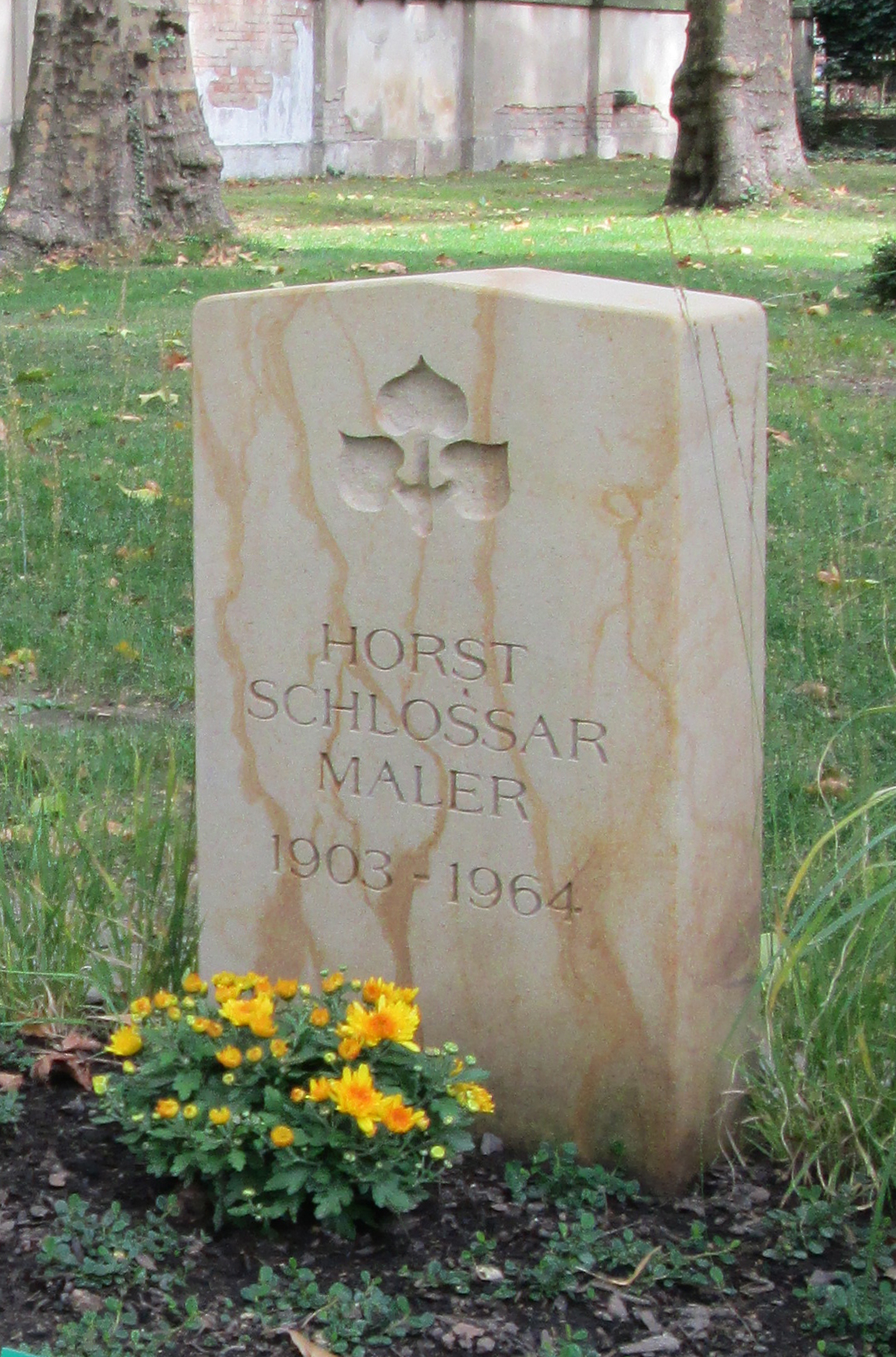
Grab von Horst Schlossar auf dem Striesener Friedhof in Dresden.

Kurt Horst Schlossar (obersorbisch: Horst Šlosar; * 23. September 1903 in Dresden; † 10. März 1964 ebenda) war ein deutscher Maler.

## Leben
Gustav Schlossar (1875–1961), der Vater Schlossars, ist im Dresdner Adressbuch 1903 als Malergehilfe aufgeführt. Schlossar absolvierte eine Lehre als Dreher. Danach war er, wie sein Vater, als Porzellanmaler tätig. Er studierte ab 1923 bei Richard Müller und Otto Dix an der Akademie der Bildenden Künste Dresden, ab 1927 als Meisterschüler von Dix, und entwickelte sich zu einem Maler der neuen Sachlichkeit. Seine Bilder bezogen sich vielfach auf das Alltagsleben in der sorbischen Lausitz. 
In der Zeit des Nationalsozialismus war Schlossar obligatorisch Mitglied der Reichskammer der bildenden Künste. Für diese Zeit ist seine Teilnahme an sieben großen Ausstellungen sicher belegt. Beim Bombenangriff auf Dresden wurden sein Atelier in der Reißigerstraße 6 und viele seiner Arbeiten vernichtet.
Schlossar war ab 1949 stellvertretender Vorsitzender des Arbeitskreises sorbischer Künstler im Verband Bildender Künstler der DDR. 1952/1953 gehörte er zu der von Hans Kinder geleiteten 1. Sozialistischen Künstlerbrigade auf Schloss Rammenau, die den Auftrag hatte, Werke für die Dritte Deutsche Kunstausstellung zu schaffen. 1959 wurde Schlossar mit dem Ćišinski-Preis geehrt. 1960 ging Schlossar einen Honorarvertrag mit der in Dresden stationierten 7. Panzerdivision der NVA ein, in deren Rahmen er künstlerische Aufträge ausführten und volkskünstlerische Zirkel gründete und leiteten. Er war einer der ersten bildenden Künstler, die eine solche Bindung eingingen.
Arbeiten Schlossars befinden sich im Bestand des Sorbischen Museums Bautzen und in weiteren öffentlichen Sammlungen, die meisten seiner Bilder in Privatsammlungen.
Schlossar wurde auf dem Striesener Friedhof beigesetzt.

## Weitere fotografische Darstellung Schlossars
- Kurt Heine: Der Maler Horst Schlossar in seinem Atelier in Dresden (1958)[5]

## Werke (Auswahl)
- Bergmassiv in den Dolomiten (1940, Öl auf Leinwand)
- Meine Mutter (1945, 82,5 × 54,5 cm, Öl auf Holz; Galerie Neue Meister Dresden, Inventarnummer 2833)[6]
- Arbeitergruppe (Öl auf Holz, 74 × 88 cm; 1946 auf der Kunstausstellung Sächsische Künstler; Städtische Galerie Dresden, Inventarnummer 47/27)[7]
- Mädchen (1949; Schleifer Tracht)[8]
- In einer sorbischen Dorfkirche (vor 1950, Öl)[9]
- Bauerndelegation bei der ersten sozialistischen Künstlerbrigade (1952/53, Öl auf Leinwand, 85 × 110 cm; auf der Dritten Deutschen Kunstausstellung)[10]
- Panzersoldat (1960, Öl, 95 × 70 cm)[11]
- Bauerndelegation bei der ersten sozialistischen Künstlerbrigade (800 × 300 cm, Wandbild in Schloss Radibor)[10]
- Großkombinat Schwarze Pumpe (Mischtechnik, 65 × 95 cm; auf der Vierten Deutschen Kunstausstellung; im Aufbau befindliches Gaskombinat Schwarze Pumpe)[12]

## Teilnahme an zentralen und wichtigen regionalen Ausstellungen in der Sowjetischen Besatzungszone bzw. der DDR
- 1946: Dresden, Kunstausstellung Sächsische Künstler[13]
- 1953 und 1958/1959: Dresden, Dritte und Vierte Deutsche Kunstausstellung

### Postum
- 1979: Berlin, Altes Museum („Weggefährden – Zeitgenossen. Bildende Kunst aus 3 Jahrzehnten“)
- 1981: Dresden, Ausstellungszentrum am Fučík-Platz („25 Jahre NVA“)